# Kermessäure
Kermessäure (Kermesinsäure) ist ein Anthrachinonderivat und Hauptbestandteil des roten Farbstoffs Kermes (unechtes Karmin). Die Verbindung ist das Aglycon der Karminsäure, dem Hauptbestandteil des echten Karmin.

## Vorkommen und Verwendung

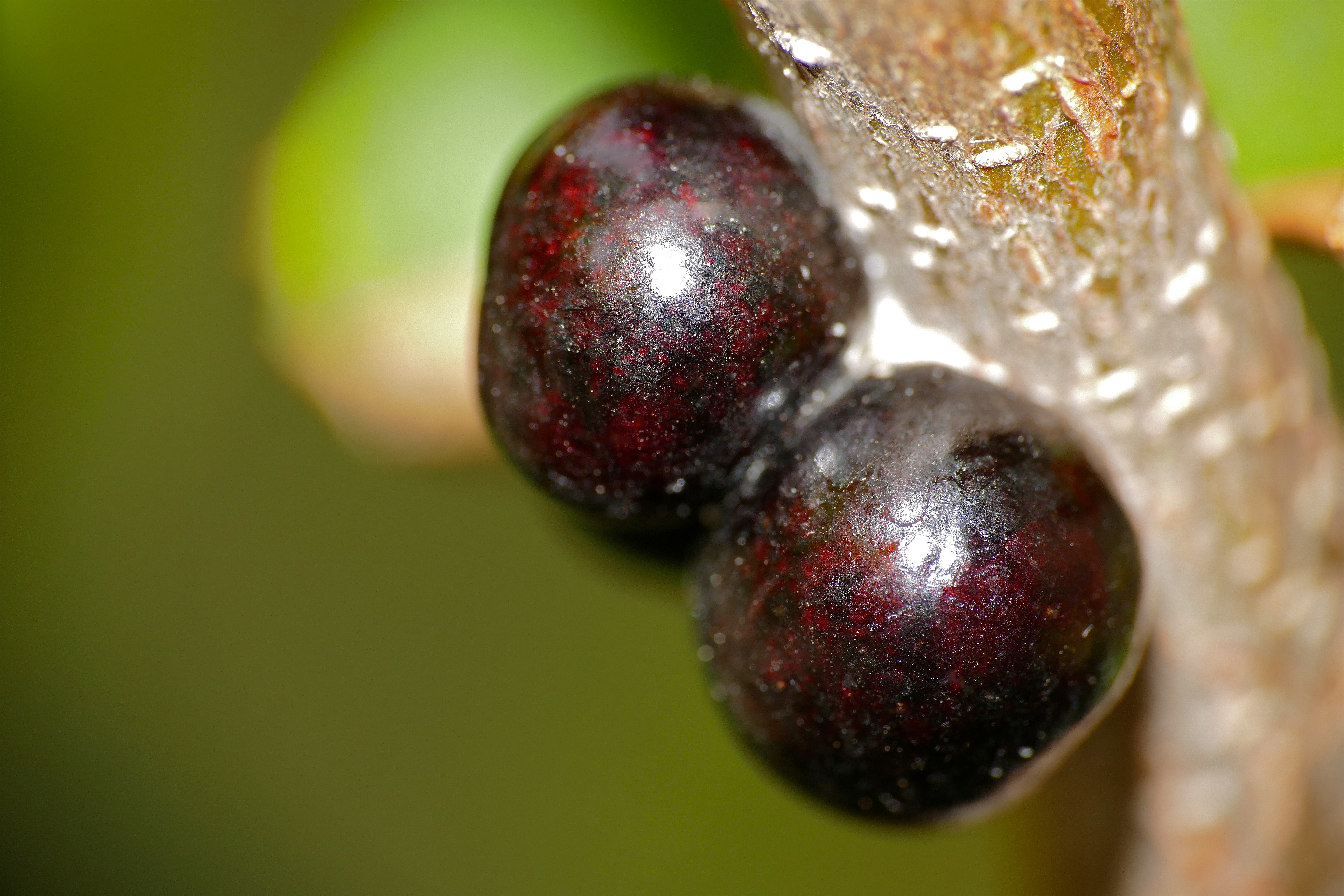
Schildläuse Kermes ilicis

Die Kermessäure ist, ebenso wie die Karminsäure oder die Laccainsäuren, eine aus Schildläusen gewonnener Insektenfarbstoff. Sie ist die einzige farbige Verbindung, die im Kermes enthalten ist.
Die chemische Struktur der Kermessäure wurde 1916 von Otto Dimroth aufgeklärt.